# II. třída okresu Hradec Králové 2012/2013
V utkáních II. třídy okresu Hradec Králové 2012/2013, jedné ze skupin 8. nejvyšší fotbalové soutěže v Česku, se utkalo 14 týmů dvoukolovým systémem podzim – jaro. Tento ročník začal v srpnu 2012 a skončil v červnu 2013.
Postup do I. B třídy Královéhradeckého kraje 2013/2014 si zajistily první dva týmy FC Spartak Kobylice a SK Smiřice. Sestoupil poslední tým TJ Sokol Červeněves.

## Konečná tabulka II. třídy okresu Hradec Králové 2012/2013
| Poř. | Tým                         | Z  | V  | R | P  | VG | OG | B  |
| ---- | --------------------------- | -- | -- | - | -- | -- | -- | -- |
| 1.   | FC Spartak Kobylice         | 26 | 19 | 4 | 3  | 67 | 19 | 61 |
| 2.   | SK Smiřice                  | 26 | 19 | 4 | 3  | 63 | 22 | 61 |
| 3.   | TJ Sokol Nepolisy           | 26 | 16 | 4 | 6  | 88 | 39 | 52 |
| 4.   | TJ Sokol Myštěves           | 26 | 13 | 3 | 10 | 54 | 48 | 42 |
| 5.   | SK Čechie Hlušice (S)       | 26 | 12 | 4 | 10 | 56 | 51 | 40 |
| 6.   | TJ Sokol Lovčice            | 26 | 10 | 6 | 10 | 56 | 59 | 36 |
| 7.   | FC Nový Hradec Králové „B“  | 26 | 11 | 1 | 14 | 53 | 62 | 34 |
| 8.   | AFK Probluz (S)             | 26 | 10 | 2 | 14 | 51 | 56 | 32 |
| 9.   | TJ Sokol Sendražice (N)     | 26 | 10 | 2 | 14 | 55 | 63 | 32 |
| 10.  | TJ Sokol Dohalice           | 26 | 9  | 4 | 13 | 48 | 59 | 31 |
| 11.  | TJ Spartak Kosičky          | 26 | 8  | 5 | 13 | 40 | 54 | 29 |
| 12.  | FK Chlumec nad Cidlinou „B“ | 26 | 7  | 5 | 14 | 47 | 65 | 26 |
| 13.  | SK Bystřian Kunčice „B“     | 26 | 7  | 2 | 17 | 42 | 98 | 23 |
| 14.  | TJ Sokol Červeněves         | 26 | 6  | 4 | 16 | 38 | 63 | 22 |

Poznámky:
- Z = Odehrané zápasy; V = Vítězství; R = Remízy; P = Prohry; VG = Vstřelené góly; OG = Obdržené góly; B = Body; (S) = Mužstvo sestoupivší z vyšší soutěže; (N) = Mužstvo postoupivší z nižší soutěže (nováček)

|  | Postup do I. B třídy Královéhradeckého kraje 2013/2014 |
|  | Sestup do III. třídy okresu Hradec Králové 2013/2014   |